# HEK 293-cellen

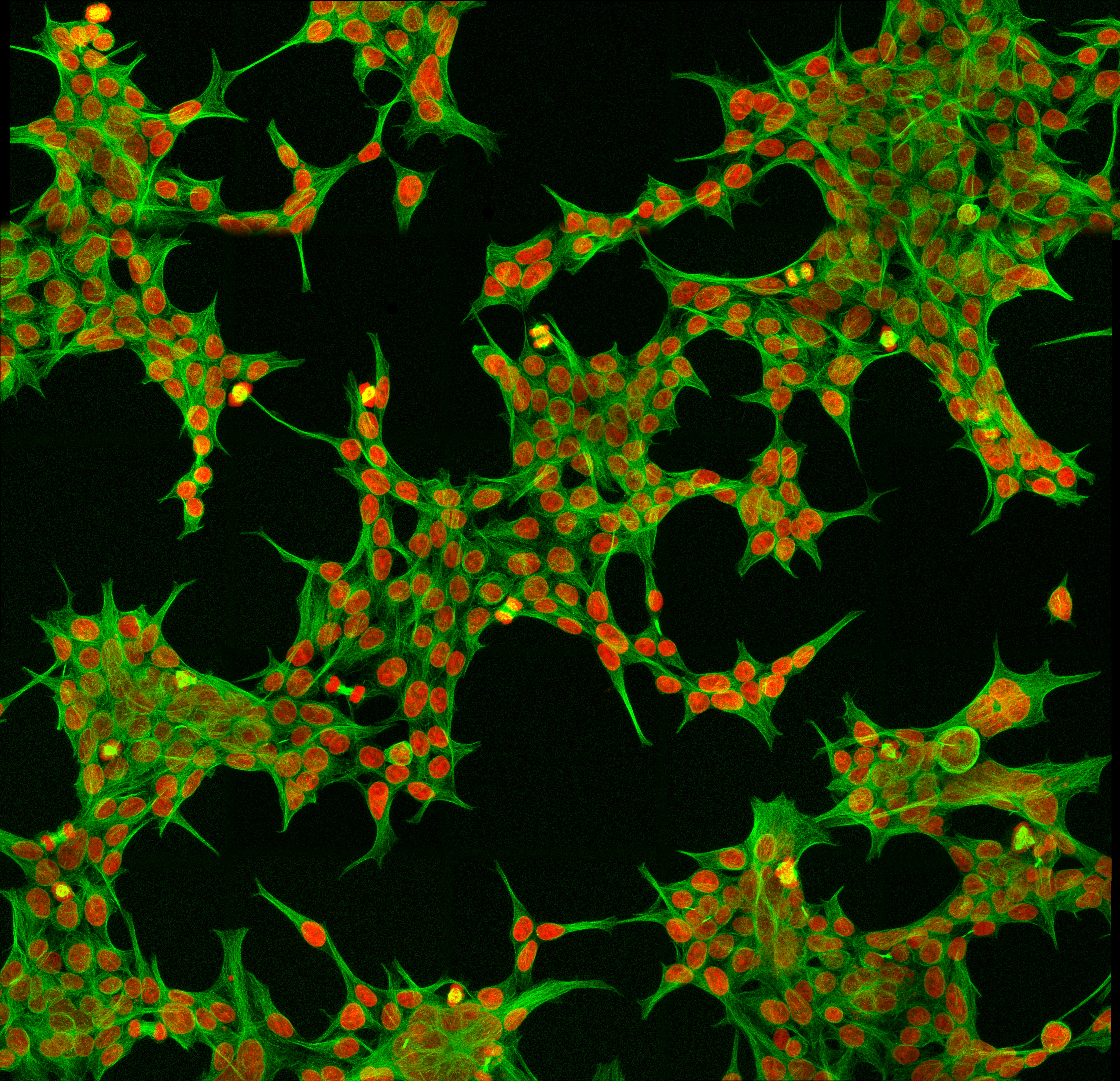
Een fluorescentie-opname van HEK 293-cellen onder de microscoop. HEK-cellen in kweek hebben typische uitgestrekte morfologie. Het cytoskelet is groen gekleurd, kernen rood.

HEK 293-cellen (Engels: human embryonic kidney cells), ook wel HEK-cellen of 293-cellen genoemd, zijn een geïmmortaliseerde cellijn van menselijke oorsprong die veel gebruikt worden in biomedisch onderzoek. Ze zijn gemakkelijk in cultuur te houden, en kunnen relatief gemakkelijk getransfecteerd worden. HEK-cellen zijn een van de meest populaire cellijnen in de moleculaire biologie en het klinisch onderzoek. Ze worden eveneens toegepast in de biotechnologie, bijvoorbeeld als productiesysteem van recombinante eiwitten.

## Oorsprong
HEK 293-cellen werden gegenereerd in 1973 door Frank Graham, een postdoctoraal onderzoeker in het laboratorium van Lex van der Eb in Leiden. Frank Graham had de gewoonte zijn experimenten te nummeren, de 293 verwijst dus naar zijn 293ste experiment.
De cellen werden gegenereerd door normale embryonale niercellen te transformeren met DNA van een adenovirus type 5. Deze embryonale niercellen zijn afkomstig van een foetus die in 1972 om niet-medische redenen is geaborteerd in Leiden. Vervolgens werden de cellen in cultuur gehouden tot Frank Graham na 33 dagen een geïmmortaliseerde kloon kon isoleren. Aanvankelijk groeiden deze cellen zeer moeilijk, maar na enkele maanden had men toch genoeg cellen om een back-up in de vloeibare stikstof te bewaren. De HEK-cellen verspreide zich over de wereld via academische laboratoria en werd een van de populairste cellijnen in het in-vitro-onderzoek.
In het onderzoek worden ze gebruikt in talloze velden zoals celbiologie, immunologie, toxicologie en kankerbiologie. Ook worden ze vaak gebruikt om recombinante eiwiten in tot expressie te brengen. Zo wordt Xigris, een recombinante vorm van humaan geactiveerd Proteïne C, op grote schaal gemaakt in bioreactoren met HEK 293-cellen.